# جک و لوبیای سحرآمیز (فیلم ۱۹۳۱)
«جک و لوبیای سحرآمیز» (انگلیسی: Jack and the Beanstalk (1931 film)) یک فیلم به کارگردانی دیو فلیشر است که در سال ۱۹۳۱ منتشر شد.